# Myszarka kaszmirska
Myszarka kaszmirska (Apodemus rusiges) – gatunek gryzonia z rodziny myszowatych (Muridae), występujący w Azji Południowej. 

## Systematyka
Takson został po raz pierwszy opisany naukowo w 1913 roku przez G.S Millera. Była uznawana za podgatunek myszarki leśnej (A. flavicollis) lub myszarki zaroślowej (A. sylvaticus), a także za synonim myszarki zaroślowej bądź podgatunku A. sylvaticus wardi (w ten sposób opisywana była myszarka pamirska, obecnie klasyfikowana jako osobny gatunek – A. pallipes). Myszarka kaszmirska i pamirska to jedyne gatunki rodzaju Apodemus żyjące w Himalajach, ich zasięgi w znacznym stopniu się pokrywają. Myszarka kaszmirska jest większa i ma znacznie dłuższy ogon w stosunku do reszty ciała.

## Biologia
Myszarka kaszmirska żyje na spornych terenach Dżammu i Kaszmiru w północnym Pakistanie i Indiach, oraz w północno-wschodnim Pakistanie. Jest to gatunek górski, występuje na wysokościach od 1980 do 3350 m n.p.m. Zamieszkuje górskie lasy, zarośla i obszary trawiaste, zarośla i łąki piętra subalpejskiego i lasy iglaste. Prowadzi nocny, naziemny tryb życia.
Zwierzę to ma ciemny, szarobrązowy grzbiet. Ogon często osiąga długość 120 mm, czaszka do 30 mm; rząd zębów trzonowych ma długość 3,8-4,2 mm.

## Populacja
Myszarka kaszmirska występuje na dość dużym obszarze, niewiele wiadomo o jej populacji. Nie są znane większe zagrożenia dla gatunku i jest on uznawany za gatunek najmniejszej troski; w indyjskim prawodawstwie jest uznawana za szkodnika. Międzynarodowa Unia Ochrony Przyrody zaleca dalsze badania nad ekologią i populacją tego gryzonia.